# Shy Abady

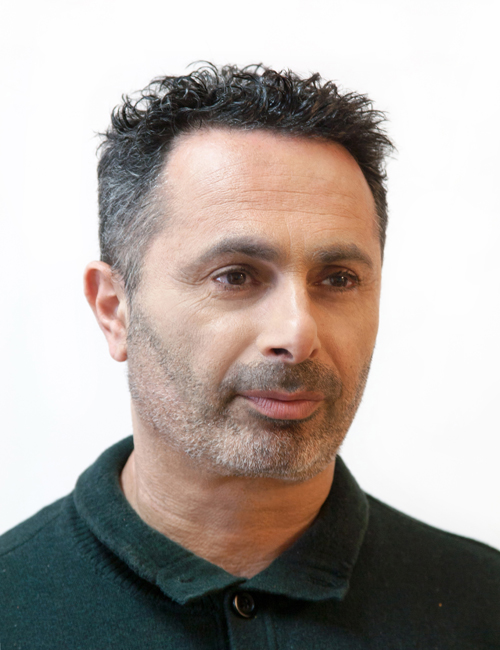
Shy Abady, 2017

Shy Abady (hebräisch שי עבאדי‎; * 24. September 1965 in Jerusalem) ist ein israelischer Künstler, der sich mit Themen auseinandersetzt, die mit der deutschen und jüdischen Geschichte zusammenhängen. Seine Arbeiten werden in Einzel- und Gruppenausstellungen in Israel und im Ausland präsentiert.

## Biografie

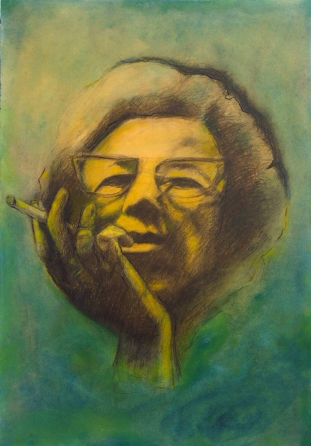
Smoke, 2004, Mischtechnik auf Papier, auf Holz, 49,5 × 34,5 cm, aus der Serie „Hannah Arendt Project“

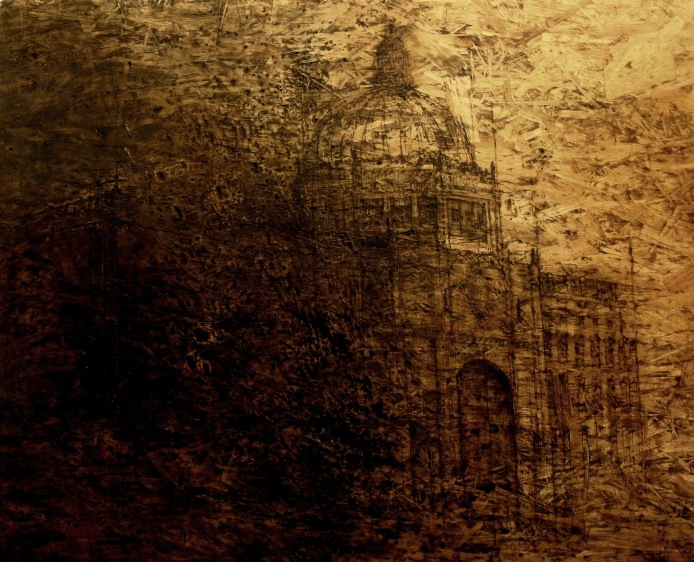
Das Schloss (nach dem Berliner Stadtschloss), 2008, elektrische Radierung auf OSB-Platte, 98 × 119 cm, aus der Serie „Mein Anderes Deutschland“

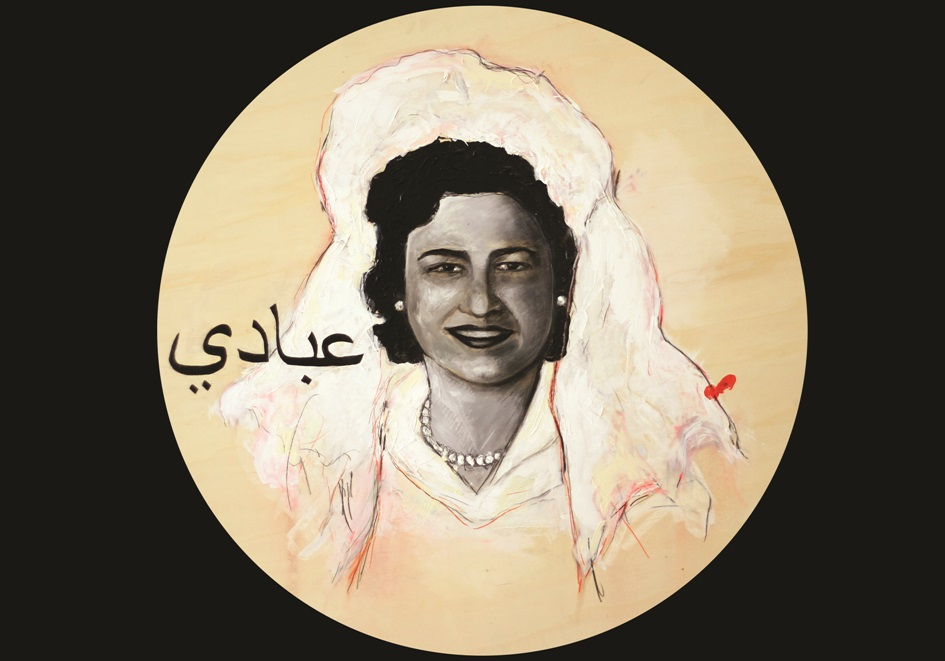
Die Syrische Braut (Mutter), 2016, Mischtechnik auf Sperrholz, Ø 110 cm, aus der Serie, „Zurück zur Levante“

Mit fünfzehn Jahren nahm Abady den ersten Malunterricht im Atelier des Malers Ascher Rodnizky. Später folgte die Teilnahme an Workshops der Bezalel-Akademie in Jerusalem und das Studium an der Hamidrasha Kunstakademie in Ramat Hasharon. Sprachstudien in Deutsch und Französisch schlossen seine Ausbildung ab. Erst 2014 schloss Abady sein Masterstudium in Kunstgeschichte an der Kunsthochschule der Universität Tel Aviv ab.
1995 präsentierte er seine erste Einzelausstellung, Von der Realität zum Mythos – Nijinsky, die das Leben und das Bild des russischen Tänzers und Choreographen Vaslav Nijinsky darstellten. Nijinsky stand auch im Zentrum seiner zweiten Einzelausstellung, Anatomie eines Mythos, die sich auf seine Bewegung fokussierte. Später schuf Abady zwei weitere Serien, die Körper und Bewegung untersuchten, Liebkosungen, die den männlichen Körper in Teilen sezieren, und Nur für deine Füße, die sich auf Füße konzentrierten und Video mit Skulptur kombinierten. Eine Ausstellung zu diesem Thema präsentierte Abady in 2009 in dem Tel Aviv Performing Arts Center wieder mit Die getanzte Revolution, eine Hommage an Nijinskys und Sergei Diaghilevs Ballets Russes, zum hundertsten Jahrestag ihrer Uraufführung in Paris. Die Hommage stellte Werke von zwei früheren Nijinsky-Serien und eine neue Arbeit vor.
2000 erhielt Abady ein Residenz-Stipendium an der Cité in Paris. Dort schuf er die Serie Ikone-das goldene Zeitalter, die jüdische Figuren in christlich ikonographischer Technik darstellte. In der Serie verwandelte Abady sich selbst und seine Freunde zu christlichen Ikonen. Dabei nahm er Bezug auf Aspekte der jüdisch-israelischen und christlich-ästhetischen Kunsttraditionen. 2002 bezeichnete er die Beschäftigung mit den christlichen Ikonen angesichts des Nahostkonflikts als eskapistisch.
2005 präsentierte Abady im Jüdisches Museum Frankfurt am Main seine Serie Hannah Arendt Projekt, in der es um die Lebensgeschichte und das Bild Hannah Arendts geht und die jüdisch-deutschen Kontroversen über deren politische Auffassungen. Nachdem die Serie in Frankfurt gezeigt wurde, wurde sie auch in Bremen und Oldenburg gezeigt. Anschließend wurde die Serie im Jerusalemer Künstlerhaus präsentiert. 2010 wurden sieben Arbeiten von der Serie in der Ausstellung Jüdische Ikonen-Andy Warhol und Israelische Künstler, im Beit Hatefutsot Museum in Tel Aviv gezeigt. Ein Text von Abady über seine Arbeit an dem Projekt im Buch Thinking in Dark Times - Hannah Arendt on Ethics and Politics wurde bei Fordham University Press (New York City) veröffentlicht. Im selben Jahr wurde weiters ein Bild aus der Hannah-Arendt-Serie von Abady als Cover für die hebräische Ausgabe von Arendts Biographie verwendet.
2006 begann Abady die Arbeit an Radu, einer Serie, die den israelisch-rumänischen Dichter und Schriftsteller Radu Klapper in Porträts zeigt.
Die Serie wurde im Januar 2012 in Zadik Gallery in Jaffa vorgestellt.
In den Jahren 2007 bis 2008 lebte Abady in Berlin und erstellte die Serie Mein anderes Deutschland. Der Künstler stellt darin seine Interpretation der deutschen und deutsch-jüdischen Geschichte und den Mythos Berliner Skulpturen und Monumente dar. Die Serie verwendet preußische Statuen und Denkmäler aus dem 18. und 19. Jahrhundert als Allegorie auf das 20. Jahrhundert und Ereignisse aus dem Zweiten Weltkrieg. Fünf Arbeiten aus der Serie wurden 2014 im Rahmen der Ausstellung „Zurück nach Berlin“ im Herzlija Museum für Zeitgenössische Kunst (Israel) gezeigt.
2010 begann Abady an der Serie Auguste Viktoria zu arbeiten, die seine Idee der Berliner Reihe fortsetzt, aber nun auch aus der israelischen Perspektive zeigt. Die Serie erforscht die Dialoge zwischen Theodor Herzl, dem geistigen Gründer des jüdischen Staates, und Kaiser Wilhelm II., dem letzten deutschen Kaiser. Das Schicksal der beiden Familien wird zu einer Allegorie auf das Schicksal der beiden Völker und auch das der Palästinenser. Die Serie vereint Porträts von Persönlichkeiten aus den beiden Familien sowie architektonische Konstruktionen im Zusammenhang mit ihrer Geschichte und ihrem Schicksal. Die Serie wurde erstmals im Jahr 2012 bei „Dan“ Galerie in Tel Aviv präsentiert, mit der Zusammenarbeit des Goethe-Instituts. 2014 wurde eine Arbeit aus der Serie in der Ausstellung „Der Großzügige Baum“ in der Kunstgalerie von Umm al-Fahm (Israel) gezeigt.
Das Porträt von „Kaiser Wilhelm II“, eine Arbeit aus der Serie, „Auguste Viktoria“, sowie zwei weitere Porträts aus der Serie „Hannah Arendt Project“, wurden im selben Jahr im Zuge der Ausstellung „Wendepunkte“ in der Ungarischen Nationalgalerie in Budapest gezeigt. Die Ausstellung konzentriert sich auf die Reaktion verschiedener zeitgenössischer Künstler auf wichtige Ereignisse des zwanzigsten Jahrhunderts, wie den Ersten und Zweiten Weltkrieg.
Zwischen den Jahren 2012–2016 schuf Abady die Serie „Marcuse, Pontormo und Ich“. Die Serie führt einen Dialog mit zwei Künstlern und deren Schöpfung, einer ist der jüdisch-deutsche Künstler Elie Marcuse aus dem 19. Jahrhundert und dessen episches biblisches Gemälde: „Der Tod des Königs Saul auf dem Gilboa“ und der zweite ist der italienische Manierist Maler Jacopo Pontormo. Die Serie isoliert Stücke aus den Werken der beiden Künstler und bietet eine Bühne für einen materiellen und konzeptionellen Dialog zwischen ihnen. Durch die Werke der beiden erforscht die Serie die komplexe Beziehung zwischen der christlich-westlichen Kunsttradition und dem jüdisch-israelischen. Die Serie bietet eine Meditation über die Art und Weise, wie sich die jüdisch-israelische Kunst sinnlich und ästhetisch entwickelt haben könnte, wenn sie sich mit der christlich-westlichen Kunst beschäftigt hätte. im Dezember 2022 wurde die Serie in der „Hamidrasha Gallery-Hayarkon 19“ präsentiert, kuratiert von Avi Lubin.
Im Jahr 2016, Jahre nach dem Umgang mit „westeuropäischen“ Themen, begann Abady mit der Schaffung der Serie „Zurück zur Levante“, eine Serie, die sich mit dem levantinischen Raum und seiner Geschichte beschäftigt. Die Serie eröffnet ein Gespräch zwischen der komplexen und sensiblen Regionalgeschichte und der persönlichen Familiengeschichte des Künstlers. „Zurück zur Levante“ verbindet die persönliche Geschichte Abadys mit der politischen Geschichte, sie verwischt die Grenzen zwischen jüdischen und arabischen Identitäten. Abadys Malerei porträtiert arabische Persönlichkeiten aus dem Mittleren Osten, die vom israelischen Auge als feindliche Figuren (wie Gamal Abdel Nasser und Haj Amin al-Husseini) neben seiner Familie wahrgenommen werden, die alle in der Region geboren wurden und viele Jahre gelebt haben unter den Arabern in Jerusalem, Aleppo und Kairo. Darüber hinaus, neben der arabischen Inschrift, zeigt die Serie auch heilige Orte (wie den Felsendom und Gräber von jüdischen und muslimischen Gerechten). Für den Künstler ist die Levante ein offener Raum von gemischten Identitäten, die sich überbrücken und gegen Ost und West kontrastieren. Gleichzeitig berührt die Serie die Begegnung zwischen dem Westen und dem Osten innerhalb des israelischen inneren Identitätsdiskurses neben der ethnischen Identität des Künstlers selbst. Im November 2024 wurde die Werkreihe Zurück zur Levante im Museum für zeitgenössische Kunst in Umm al-Fahm ausgestellt. Im selben Jahr wurde das Museum offiziell als erstes arabisches Museum für zeitgenössische Kunst in Israel anerkannt. Die Ausstellung wurde von Tali Tamir kuratiert, einer der führenden Kunstkuratorinnen Israels.
Im Jahr 2017 wurde die Ausstellung „Die Unruhigen“ von Abady in der „Schechter Gallery“ in Neve Schechter in Tel Aviv präsentiert. Die Ausstellung zeigte Porträts aus verschiedenen Serien, die er über die Jahre erschuf, darunter Porträts aus der Serie „Marcuse, Pontormo und Ich“ und „Zurück zur Levante“.
2018 begann Shy Abady mit seiner Serie „Die Glut und der Eselsschrei“, die dem historischen Besuch des jüdischen Dichters Paul Celan in Israel im Oktober 1969 gewidmet ist. Die Serie  ist Teil einer gemeinsamen Initiative der Universität Tel Aviv und der Stanford University zum 50. Jahrestag von Celans Besuch. In seinen Bildern verbindet Abady die Poesie und das dramatische Leben von Celan und dessen Erfahrungen beim Besuch in Ostjerusalem. Abady sammelt Wörter und Sätze aus Celans Gedicht „Die Glut“, dem Zyklus von Celans Jerusalem-Gedichten („Die Glut zählt uns zusammen im Eselsschrei vor Abschaloms Grab...“).
Abadys Werke enthalten Wörter und Bildunterschriften in Arabisch und anderen Sprachen sowie Bilder von historischen Stätten in Ostjerusalem. Eine Rolle spielen in der Serie auch Eselsbilder und Porträts von Celan und Ilana Shmueli, seiner Jugendfreundin aus Czernowitz, die ihn auf die Reise nach Israel begleitete.
Abady betont die levantinisch-arabische Seite des Celan-Besuchs, die in den meisten Berichten bislang kaum Beachtung fand. Die Celan-Serie verbindet Abadys frühere Serien, darunter seine deutsch-jüdische Reihe („Das Hannah Arendt-Projekt“, „Mein anderes Deutschland“, „Auguste Viktoria“) und die neue Serie „Zurück zur Levante“.Im Juni 2022 wurden 9 Kunstwerke aus der Serie „Paul Celan - Die Glut und der Eselsschrei“ in der Ausstellung „Paul Celan/69/Ein Besuch“, im Nahum Gutman Museum of Art  in Tel Aviv präsentiert.
Im April 2021 wurden in der Ausstellung „Sabra“ in der Galerie Schechter fünf weitere Werke aus der Reihe „Zurück in die Levante“ präsentiert. Die Arbeiten untersuchen den „Tzabar“-Mythos, den Juden und Araber in Israel teilen. Abady verwendete die Bilder der Helden des kanonischen israelischen Films He Walked Through the Fields – Er ging durch die Felder (1967), Uri und Mika (gespielt von Assi Dajan, der als typisch israelischer Sabra identifiziert wird und Iris Yotvat) und störte so, die vertraute ikonische Reihe ihrer Identitäten mit vergoldeten Hintergründen, hebräischen und arabischen Bildunterschriften und mehr.
Im Jahr 2023 begann Abady mit der Erstellung der Serie „Ein Wurfholz auf Atemwegen“, die in gewisser Weise seine Serie „Mein Anderes Deutschland“ fortsetzt. Die neue series eröffnet einen Dialog zwischen der deutsch-jüdischen Geschichte und der israelischen Existenz. Diesmal durch Walter Benjamins Gründungstext: „Der Engel der Geschichte“ (Angelus Novus). Die Serie verbindet Vergangenheit und Gegenwart und thematisiert jüdisch-deutsche und israelische Charaktere, Hannah Arendt, Walter Benjamin, Paul Celan, Der Schriftsteller Yaakov Shabtai, Gal Gadot, und Kochva Levi (Anschlag auf das Savoy-Hotel), die ein Elemente von Katastrophe und Stärke, Chaos und Hoffnung verkörpern. Daneben erscheinen imaginäre Orte und Symbole mit historischer Bedeutung wie der „Reichsadler“ und der „Davidstern“. Die Serie ist Ausdruck der israelischen Realität, die im Jahr 2023 chaotisch geworden ist, und des Gefühls von Spannung und Gefahr, das in der Luft zu spüren ist. Im März 2024 (nach einer Verschiebung aufgrund der Ereignisse vom 7. Oktober) wurde die Serie in der Beita Jerusalem Gallery präsentiert in Zusammenarbeit mit dem „Goethe-Institut“ Israel.

## Ausstellungen
| Jahr | Ausstellungsname                      | Ausstellungsort                                        |
| ---- | ------------------------------------- | ------------------------------------------------------ |
| 1995 | Von der Realität zum Mythos: Nijinsky | Bet Ariela – Tel Aviv                                  |
| 1998 | Liebkosungen                          | Bet HaAm Galerie – Tel Aviv                            |
| 1998 | Anatomie eines Mythos                 | Theater – Jerusalem                                    |
| 1999 | Nur für deine Füße                    | Künstler Residenz – Herzlia                            |
| 2005 | Hannah Arendt Projekt                 | Jüdisches Museum – Frankfurt am Main                   |
| 2006 | Hannah Arendt Projekt                 | Heinrich-Böll-Stiftung Galerie – Bremen                |
| 2006 | Hannah Arendt Projekt                 | Hannah Arendt Zentrum – Oldenburg                      |
| 2006 | Ikone – das goldene Zeitalter         | Künstlerhaus – Tel Aviv                                |
| 2006 | Hannah Arendt Projekt                 | Künstlerhaus – Jerusalem                               |
| 2009 | Die getanzte Revolution               | Opernhaus – Tel Aviv                                   |
| 2012 | Radu                                  | Zadik Galerie Jaffa                                    |
| 2012 | Auguste Viktoria                      | Dan Galerie – Tel Aviv                                 |
| 2017 | Die Unruhige                          | Schechter Gallery, Neve Schechter, Tel Aviv            |
| 2021 | Sabra                                 | Schechter Gallery, Neve Schechter, Tel Aviv            |
| 2022 | Marcuse, Pontormo und Ich             | Hamidrasha Gallery-Hayarkon 19 – Tel Aviv              |
| 2024 | Ein Wurfholz auf Atemwegen            | Beita Jerusalem – Jerusalem                            |
| 2024 | Zuruck zür Levante                    | Umm al-Fahm Art Gallery (museum) – Umm al-Fahm, Israel |

| Jahr | Ausstellungsname                                                  | Ausstellungsort                                                       |
| ---- | ----------------------------------------------------------------- | --------------------------------------------------------------------- |
| 2000 | Intimität: Multimedia und Videokunst                              | HaBama Theater – Jerusalem                                            |
| 2001 | Nachvollziehung: Biennale für Zeitgenössische Zeichnung in Israel | Künstlerhaus – Jerusalem                                              |
| 2004 | In reellen Farben                                                 | Alternative Galerie – Jaffa                                           |
| 2004 | Das Profil Tel Avivs                                              | Rathaus – Tel Aviv                                                    |
| 2005 | Zusammen und getrennt                                             | Enav Kulturzentrum – Tel Aviv                                         |
| 2008 | Beware the aftereffect                                            | Infernoesque – Berlin                                                 |
| 2009 | Braut und Bräutigam                                               | Museum – Jaffa                                                        |
| 2010 | Jüdische Ikonen - Andy Warhol und israelische Künstler            | Beth Hatefutsoth Museum – Tel Aviv                                    |
| 2011 | Ausgeliehener Ort                                                 | Zadik Galerie – Jaffa                                                 |
| 2012 | Im Kleinformat                                                    | Zadik Galerie – Jaffa                                                 |
| 2013 | Fans                                                              | Zadik Galerie – Jaffa                                                 |
| 2014 | Geld                                                              | Zadik Galerie – Jaffa                                                 |
| 2014 | Der Großzügige Baum                                               | Kunstgalerie von Umm al-Fahm                                          |
| 2014 | Zurück nach Berlin                                                | Herzlija Museum für Zeitgenössische Kunst                             |
| 2014 | Wendepunkte                                                       | Ungarische Nationalgalerie-Budapest                                   |
| 2015 | Waage                                                             | Schechter Gallery, Neve Schechter, Tel-Aviv                           |
| 2015 | Auf dem Gesicht                                                   | Zadik Galerie, Jaffa                                                  |
| 2015 | Waage                                                             | Schechter Gallery, Neve Schechter, Tel-Aviv                           |
| 2016 | Black Box                                                         | Outdoor-Ausstellung, Jerusalem                                        |
| 2017 | Heimatländer                                                      | Biennale von Jerusalem, Bezeq Hause                                   |
| 2018 | Bin Gleich Wieder Da                                              | Zadik Galerie, Jaffa                                                  |
| 2019 | Jacqueline Kahanoff: Die Levante als Gleichnis                    | Eretz Israel Museum, Tel Aviv                                         |
| 2019 | Ich Bin Im Osten                                                  | Cymbalista Synagogue and Jewish Heritage Center, Universität Tel Aviv |
| 2019 | Ich Bin Im Osten: Spanien und Jerusalem                           | Dwek Galerie, Mishkenot Sha’ananim Jerusalem                          |
| 2022 | Paul Celan/69/Ein Besuch                                          | Nahum Gutman Museum of Art, Tel Aviv                                  |